# Aerofrenagem

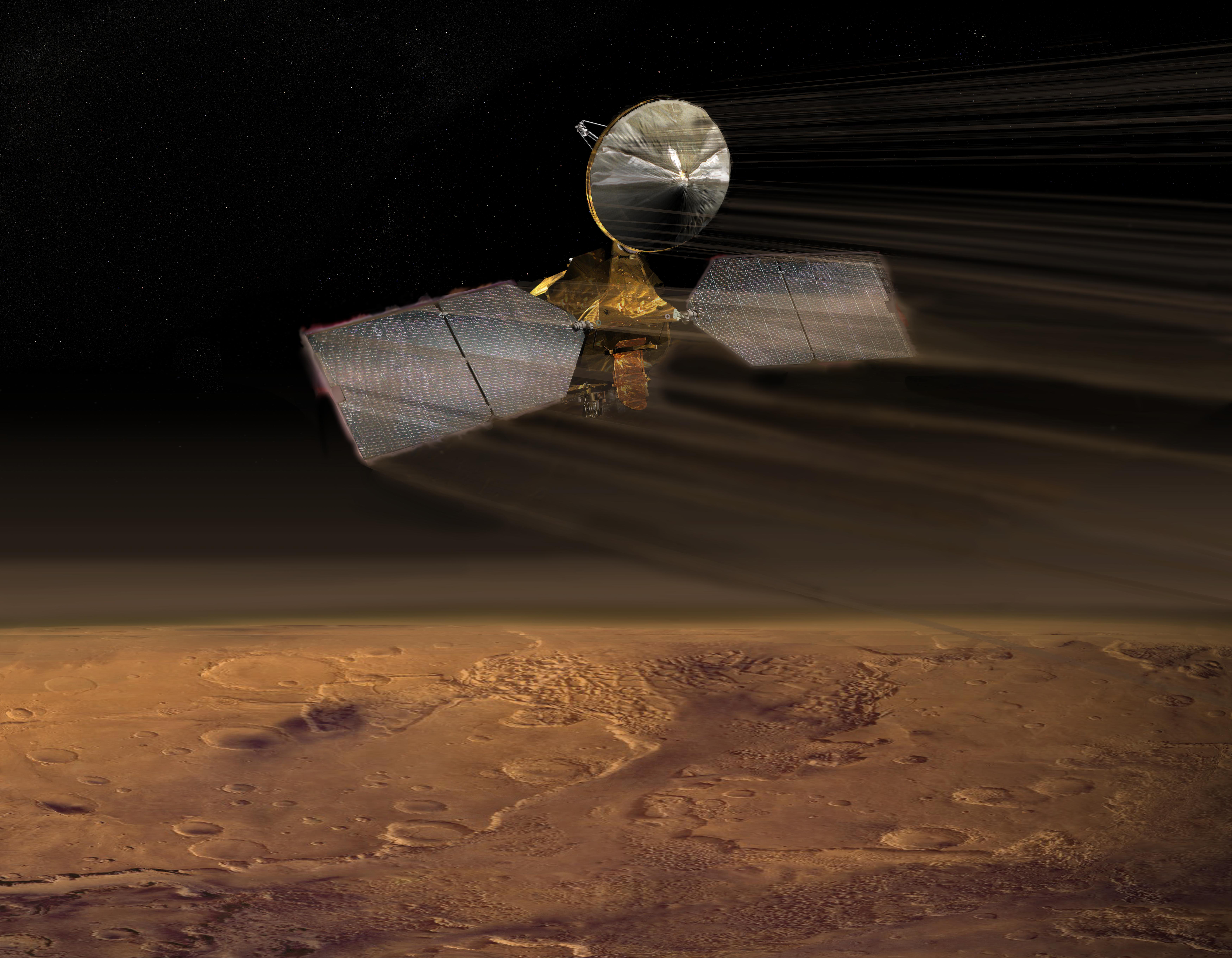
Concepção artística de aerofrenagem da sonda Mars Reconnaissance Orbiter

Aerofrenagem (português brasileiro) ou Aerotravagem (português europeu) é uma manobra espacial, que reduz o ponto alto de uma órbita elíptica (apoastro) ao colocar a espaçonave em voo através da atmosfera no ponto mais baixo da órbita (periastro). O arrasto resultante diminui a velocidade da nave, e consequentemente sua altitude. A aerofrenagem é usada quando uma nave espacial requer uma órbita baixa após chegar a um corpo com uma atmosfera, e exige menos combustível do que o uso direto de um motor de foguete.

## Método
Quando um veículo interplanetário chega ao seu destino, ele deve diminuir sua velocidade para permanecer nas proximidades do referido corpo. Quando uma órbita baixa, quase circular em torno de um corpo com gravidade substancial (como é exigido por muitos estudos científicos) é necessária, o total de mudanças na velocidade exigida pode ser da ordem de vários quilômetros por segundo. Se isso for feito através da propulsão direta, as equações que calculam a massa da espaçonave indicam que uma grande fração da massa total do veículo deve ser de combustível. Dessa forma, a carga científica da nave espacial é limitado a uma quantidade pequena e/ou deve-se utilizar um lançador muito grande e caro. Desde que o corpo do alvo tenha uma atmosfera, a arofrenagem pode ser utilizada para reduzir as necessidades de combustível.
O uso de uma queima de combustível relativamente pequena, permite que a nave espacial seja capturada em uma órbita elíptica muito alongada. Uma vez na órbita elíptica, a nave pode utilizar a aerofrenagem para ajustar a trajetória para uma órbita circular. Se a atmosfera for espessa o suficiente, uma única passagem pode ser suficiente para frear uma nave espacial, conforme o necessário. Porém, normalmente uma aerofrenagem é executada em sucessivas passadas de alta altitude, onde a atmosfera é mais rarefeita. Isso é feito para reduzir os efeitos do aquecimento por fricção e da turbulência atmosférica. Esses efeitos tornam difícil prever com precisão a diminuição da velocidade resultante de uma única passagem. Quando a aerofrenagem é feita desta forma, há tempo suficiente após cada passagem para medir a variação de velocidade e fazer as correções necessárias para a próxima passagem.
Alcançar a órbita final utilizando este método demora muito tempo (por exemplo, mais de seis meses para aerofrenar em Marte), e pode exigir várias centenas de passagens através da atmosfera do planeta ou da lua. Após a última aerofrenagem, deve ser dada à sonda mais energia cinética através do disparo dos motores de foguetes, a fim de elevar o periastro para acima da atmosfera, a não ser, é claro, que a intenção seja pousar a espaçonave.
A energia cinética dissipada pela aerofrenagem é convertida em calor, o que significa que uma nave espacial que utilize esta técnica precisa ser capaz de dissipar este calor. A nave também deve ter uma superfície e resistência estrutural suficientes para produzir e sobreviver ao arrasto aerodinâmico, mas as temperaturas e pressões associadas à aerofrenagem não são tão severas quanto as da reentrada ou aerocaptura. Simulações feitas para a sonda Mars Reconnaissance Orbiter indicaram que a aerofrenagem utilizaria forças de aproximadamente 0,35 N por metro quadrado, com uma seção transversal da nave de aproximadamente 37 m², e uma temperatura máxima esperada de 170 °C. A quantidade de força, de aproximadamente 0,2 N por metro quadrado, que foi exercida sobre a Mars Observer durante a aerofrenagem é comparável à força de um vento de 60 km/h sobre uma mão humana ao nível do mar na Terra.

## Métodos relacionados
Aerocaptura é um método semelhante, mas mais extremo, onde nenhum disparo de foguete é utilizado para uma injeção de órbita. Em vez disso, a espaçonave praticamente "tromba" com a atmosfera, mergulhando profundamente nela sem uma desaceleração por foguete inicial, e surge a partir desta única passagem na atmosfera com um apoastro perto da órbita desejada. Diversas pequenas queimas são então utilizadas, para correção da trajetória e para para aumentar o periélio e realizar os ajustes finais. Este era o método originalmente planejado para a Mars Odyssey, mas o desenho necessário para a nave suportar este método acabou se revelando muito caro.
Outra técnica relacionada é a de aerocaptura assistida gravitacionalmente, onde a nave voa através da atmosfera superior e utiliza um elevador aerodinâmico em vez de arrasto aerodinâmico no ponto de maior aproximação. Se correctamente orientada, esta técnica pode aumentar o ângulo de deflexão acima do ângulo que seria conseguido com uma simples captura gravitacional, resultando em um maior delta-v.

## Missões espaciais
Embora a teoria de aerofrenagem seja bem desenvolvida, sua utilização prática é difícil, porque é necessário um conhecimento muito detalhado das características da atmosfera do planeta alvo, a fim de planejar a manobra corretamente. Atualmente, a desaceleração é monitorada durante cada manobra e os planos são alterados em conformidade. Uma vez que nenhuma nave espacial pode ainda utilizar esta técnica com segurança por conta própria, é exigida uma atenção constante do controle em terra da missão. Isto é particularmente verdadeiro perto do fim do processo, quando as passagens de arrasto são relativamente próximas entre si.
Em 19 de março de 1991, a técnica de aerofrenagem foi demonstrada pela espaçonave Hiten. Esta foi a primeira manobra de aerofrenagem executada por uma sonda no espaço profundo. A sonda Hiten (também chamada de MUSES-A) foi lançada pelo Institudo de Ciências Espaciais e Astronáutica (ISAS em inglês) do Japão. Hiten voou pela Terra a uma altitude de 125,5 km sobre o Pacífico a uma velocidade de 11,0 km/s. O arrasto atmosférico reduziu a velocidade para 1,712 m/s, e a altitude a 8665 km de apogeu. Outra manobra aerofrenagem foi realizada em 30 de março.
Em maio de 1993, a aerofrenagem foi utilizada durante a prorrogação da missão a Vênus da sonda Magalhães. Foi utilizada para circularizar a órbita da espaçonave, a fim de aumentar a precisão da medição do campo gravitacional do planeta. O campo gravitacional foi inteiramente mapeado a partir de uma órbita circular durante um ciclo de 243 dias da prorrogação da missão. Durante a fase de encerramento da missão, uma experiência "moinho de vento" foi realizada: A pressão atmosférica exerce um torque através das células solares, que são orientadas em forma de velas de um moinho de vento, e o torque contrário necessário para manter a rotação da sonda pode ser medido.
Em 1997, a sonda Mars Global Surveyor (MGS) foi a primeira espaçonave a utilizar a aerocaptura de forma planejada para ajuste de órbita. A MSG utilizou as lições aprendidas a partir da missão Magalhães a Vênus para planejar sua aerofrenagem. A espaçonave utilizou seus painéis solares como "asas" para controlar as passagens pela tênue atmosfera marciana e diminuir o apoastro da órbita no decurso de alguns meses. Infelizmente, uma falha estrutural ocorrida logo após o lançamento danificou gravemente um dos painéis solares da MGS e exigiu uma altitude maior para a aerofrenagem do que inicialmente previsto, prolongando significativamente o tempo necessário para alcançar a órbita desejada. Mais recentemente, a aerofrenagem foi utilizada com as sondas Mars Odyssey e Mars Reconnaissance Orbiter e, em ambos os casos, sem nenhum incidente.